# Odontophora marina
Odontophora marina is een rondwormensoort uit de familie van de Axonolaimidae. De wetenschappelijke naam van de soort is voor het eerst geldig gepubliceerd in 1874 door Bütschli.